# Kjell och Märta Beijers stiftelse
Kjell och Märta Beijers stiftelse är en svensk stiftelse och ska enligt stadgarna främja naturvetenskaplig forskning i Sverige. Den ska också bidra till utbildning och undervisning samt främja kultur, framför allt inom design och inredning, men har även genom åren stöttat verksamheter och projekt inom musik, konsthantverk, historia och litteratur.
Kjell och Märta Beijers stiftelse bildades 1974 genom en donation från Kjell och Märta Beijer. Dess administration sköts av ett dotterbolag till Beijerinvest AB. Stiftelsen är en av de större aktieägarna i Beijer Alma AB och äger sedan 1975 Svenskt Tenn. Stiftelsedirektör är Cecilia Wikström.

## Beijerinstitutet
Beijerinstitutet för ekologisk ekonomi är ett svenskt forskningsinstitut. Institutet grundades 1975 genom en donation från Beijerstiftelsen. Institutet är knutet till Kungliga Vetenskapsakademien i Stockholm. År 1991 omorganiserades institutet och fick inriktning på ekologisk ekonomi. Chef är Carl Folke.